# 刘克杰
刘克杰（？—），经名苏莱曼，男，回族，中国伊斯兰教人物，现任中国伊斯兰教协会副会长，北京市伊斯兰教协会副会长，北京法源清真寺阿訇。